# HMS 호킨스 (D86)
HMS 호킨스(영어: HMS Hawkins)는 제1차 세계 대전 때 영국 해군을 위해 건조된 호킨스급 순양함의 기함이었지만 목적과 달리 1919년이 되어서야 취역했다. HMS 호킨스는 기함으로서 1928년까지 중국 함대에 배치되었고, 1929년부터 1930년까지는 잠시 대서양 함대에 배치되었다가 예비함대에 배속되었다. 호킨스는 1932년에 동인도 기지에서 복무하도록 추천되었지만, 3년 후인 1935년 예비함대로 돌아왔다. HMS 호킨스는 전간기였던 1937년부터 1938년까지 무장 해제되었고, 1938년에 사관후보생 연습선으로 개조되었다.
1939년 제2차 세계 대전이 시작되었을 때, 영국 해군은 HMS 호킨스를 다시 중순양함으로 개조하기로 결정했고 HMS 호킨스에 설치되었던 무장은 다시 배치되었다. HMS 호킨스는 1940년 초에 다시 복무에 들어가 남대서양 사단에 배치되었고, 여기서 HMS 호킨스는 추축국의 상선 공격함을 순찰하고 연합국 수송대를 호위하는 임무를 맡았다. 1941년 초 HMS 호킨스는 인도양에 배치되어 동아프리카 전역에서 소규모 임무를 맡았다. 1941년 말 HMS 호킨스는 장기간의 수리를 위해 영국으로 돌아갔다. 1942년 중반 수리가 완료된 후, HMS 호킨스는 동인도 함대에 배치되었고 1944년까지 다시 순찰과 호위 임무를 맡았다.
1944년 HMS 호킨스는 노르망디 상륙에 참여하기 위해 영국으로 복귀했다. HMS 호킨스는 6월 6일에 독일 해안 방어시설을 폭격했지만, 7월에 퇴역했다. 영국 해군은 HMS 호킨스를 수리하는 동안 다시 연습선으로 개조하기로 결정했지만, 그 작업은 1945년에 취소되었다. 호킨스는 1945년에 예비역으로 다시 배치되었고 1947년에 폭격 시험을 위해 사용되었다. HMS 호킨스는 1947년 8월 26일 해체를 위해 매각되었다.

## 설계
호킨스급 순양함은 통상 파괴선을 공격하기 위해 설계되었는데 이를 위해서는 강력한 무장과 빠른 속력, 장거리 항속거리가 필요했다. HMS 호킨스는 전장 184.4m, 선폭 65피트(19.8m) ,5.9m의 배수량을 가졌다. HMS 호킨스는 수직하중에서 10,000t, 최대 하중에서 12,300t의 배수량을 가졌다. HMS 호킨스는 최대 적재량일 때 1.2m의 메터센터 높이를 가지고 있었다. 승무원은 712명의 장교와 수병으로 구성되었다.
HMS 호킨스는 파슨스가 장착된 증기 터빈 4개로 동력을 공급받았는데, 이 중 4개는 석탄으로 연소된 12개의 야로 보일러가 제공하는 증기를 사용하여 각각 하나의 구동축을 움직였다. 60,000 샤프트 마력(45,000 kW)으로 지속되는 이 터빈들은 최대 30노트(56 km/h; 35 mph)의 속도를 낼 수 있었다. 최대 배수량 해상 시험을 하는 동안, HMS 호킨스는 최대 부하시 설계 속도보다 0.3노트(0.56 km/h; 0.35 mph) 낮은 61,000 shp(45,000 kW)에서 28.7노트(53.2 km/h; 33.0 mph)에 도달했다. 호킨스는 10노트(19 km/h; 12 mph)로 항속거리 5,640 해리(10,450 km; 6,490 mi)를 이동할 수 있었다.
호킨스급 함선의 주 무장은 7.5인치(191mm) Mk VI 포 7문으로 1인치(25mm) 포 실드로 보호된 단일 장착으로 구성되었다. 이들은 중앙에 5개의 포를 배치하였는데, 그 중 4개는 상부 구조물의 앞뒤로, 5번째 포는 선미갑판에, 마지막 2개는 뒷굴뚝 옆에 날개 포로 배치되었다. 이들의 부무장은 3인치(76mm) 20 cwt 포 10문으로 구성되었다. [주 1] 이 중 6개는 저각도로 장착되었는데, 2개는 전방 7.5인치 포 사이에, 다른 한 쌍은 사령탑 옆 포대에, 나머지 한 쌍은 굴뚝 사이 포대에 배치되었지만, 1921년에 모든 저각 포는 제거되었다. 마지막 4개는 대공(AA) 포로 사용되었고, 주 돛대의 밑부분 주위에 배치되었다. 나머지 대공 무기용 공간에는 2파운드(1.6인치(40mm) AA 포 한 쌍으로 구성되었다. 호킨스급 순양함은 또한 21인치(533mm) 어뢰 튜브 6개를 장착하였는데, 각각의 폭에 1개는 물에 잠기고 2개는 수면 위로 오도록 배치되었다